# Matty Roubert
Matty Roubert (New York, 22 gennaio 1907 – Honolulu, 17 maggio 1973) è stato un attore statunitense, noto soprattutto come attore bambino nel cinema muto dal 1910 al 1920 (tra i 3 e i 13 anni d'età).

## Biografia
Nato nel 1907 a New York, Matty Roubert era figlio dello sceneggiatore e regista William L. Roubert. 
Il debutto avviene già nel 1910 con la parte del piccolo Harry in Uncle Tom's Cabin per la regia di J. Stuart Blackton. Negli anni seguenti Matty è impegnato con sempre maggiore intensità nella produzione di una lunga serie di cortometraggi con varie compagnie, incluse Vitagraph, Biograph, Pathe e Famous Players.
Nel 1912 lo troviamo nel serial cinematografico "The Powers Kids" e quindi assieme ad altri attori bambini dell'epoca, come Gordon Griffith, Thelma Salter e Charlotte Fitzpatrick, nel cast di un'altra serie "Little Billy", che ha per protagonista il piccolo Billy Jacobs. Roubert diviene infine protagonista nel 1914 di una propria serie di 10 cortometraggi per gli Universal Studios, sotto il nome di "The Universal Boy".
Dal 1915 il padre gli procura alcune parti da protagonista in alcuni film da lui scritti e diretti, da The Waif (1915) a Heritage (1920). Matty lavora ora in importanti produzioni cinematografiche al fianco di registi e attori famosi.
Con il sopraggiungere dell'adolescenza seguono alcuni anni di pausa. Matty torna a recitare per il cinema nel 1923, ancora sotto la direzione del padre ma le parti di rilievo si fanno sempre più rare, Negli anni Trenta e anni Quaranta Matty lavora intensamente nel cinema in film western ma nella maggior parte dei casi, in ruoli non accreditati o, sempre più spesso, come stuntman o controfigura di attori protagonisti.
Sposatosi con Mary L. Bowman a Los Angeles nel 1955, Matty muore nel 1973 a Honoloku (Hawaii), all'età di 66 anni. Fu cremato.

## Riconoscimenti
- Young Hollywood Hall of Fame (1908-1919)

## Filmografia parziale

### Cortometraggi
- Uncle Tom's Cabin, regia di J. Stuart Blackton (1910)
- When First We Met, regia di Harry C. Mathews (1911)
- The Freshet, regia di William Humphrey (1911)
- Cupid's Big Sister, regia di Harry C. Mathews (1911)
- The Lonesome Miss Wiggs, regia di William Robert Daly (1912)

- "The Powers Kids", serial cinematografico:
  - Those Were Happy Days, regia di Harry C. Mathews (1912)
  - No Children Wanted (1912)
  - The Coming Generation (1912)
  - Wanted, a Practice (1912)
  - The Plan That Failed (1912)
  - The Skeleton (1912)
  - Snow White (1912)
  - Dolly and the Burglar (1913)

- Just Kids, regia di Dell Henderson (1913)

- "Little Billy", serial cinematografico
  - Our Children, regia di Robert Thornby (1913)
  - Little Billy's Triumph, regia di Robert Thornby (1914)
  - Little Billy's City Cousin, regia di Robert Thornby (1914)
  - The Race, regia di Sid Diamond e Robert Thornby (1914)

- "The Universal Boy" - serial cinematografico in 10 film:
  - The Universal Boy, regia di Frank Hall Crane (1914)
  - Universal Boy Joins the Boy Scouts (1914)
  - Universal Boy Solves the Chinese Mystery (1914)
  - The Universal Boy in the Juvenile Reformer (1914)
  - Universal Boy as the Newsboy's Friend (1914)
  - The Universal Boy in Rural Adventures (1914)
  - The Universal Boy in the Gates of Liberty (1914)
  - Universal Boy in the Mystery of the New York Docks (1914)
  - Universal Boy in Cupid and the Fishes (1914)
  - Universal Boy in the Young Philanthropist (1914)

- The Bachelor's Christmas, regia di Ben F. Wilson (1915)
- The Scarlet Mark, regia di Lucius Henderson (1916)
- Blind Man's Bluff, regia di Harry Solter (1916)

### Lungometraggi
- John Barleycorn, regia di Hobart Bosworth e J. Charles Haydon (1914)
- The Waif, regia di William L. Roubert (1915)
- The Big Sister, regia di John B. O'Brien (1916)
- Parentage, regia di Hobart Henley (1917)
- Heritage, regia di William L. Roubert (1920)
- For You My Boy, regia di William L. Roubert (1923)
- Close Harmony, regia di John Cromwell e A. Edward Sutherland (1929)

- L'ultimo scandalo (Scandal for Sale), regia di Russell Mack (1932	)
- Shine On, Harvest Moon, regia di Joseph Kane (1938)
- Saga of Death Valley, regia di Joseph Kane (1938)
- Frontier Pony Express, regia di Joseph Kane (1939)
- A nord di Shanghai (North of Shanghai), regia di D. Ross Lederman (1939)
- Yesterday's Heroes, regia di Herbert I. Leeds (1941)
- The Blocked Trail, regia di Elmer Clifton (1943)
- Tutti pazzi (It's in the Bag!), regia di Richard Wallace (1945)
- Texas Panhandle, regia di Ray Nazarro (1945)
- Gunning for Vengeance, regia di Ray Nazarro (1945)
- Galloping Thunder, regia di Ray Nazarro (1946)
- Two-Fisted Stranger, regia di Ray Nazarro (1946)
- Heading West, regia di Ray Nazarro (1946)
- Terror Trail, regia di Ray Nazarro (1946)
- The Fighting Frontiersman, regia di Derwin Abrahams (1946)
- The Lone Hand Texan, regia di Ray Nazarro (1947)
- Phantom Valley, regia di Ray Nazarro (1948)
- The Dalton Gang, regia di Ford Beebe (1949)
- Challenge of the Range, regia di Ray Nazarro (1949)
- I Shot Billy the Kid, regia di William Berke (1950)
- Hoedown, regia di Ray Nazarro (1950)
- Gunfire, regia di William Berke (1950)
- Cyclone Fury, regia di Ray Nazarro (1951)